# Tyereki Kozák Had
A kozákság a fennmaradt írásos források szerint a 15. század második, és a 16. század első felében  a társadalomból kiszakadt, az orosz-tatár határvidék "veszélyeztetett zónájában" 
letelepedett, a megmaradás és a túlélés miatt fegyverforgatásra kényszerített, úgynevezett "szököttekből" formálódott ki, majd e kozák csapatok az Orosz Birodalom területi gyarapodásának megfelelően növekedtek a későbbiekben.

## Történetük
1570. január 3-i ukázzal történt meg az első kozák csapatok, vagyis a Don és a Donyec folyók mentén élő szabadok, vagyis "kozákok" egy részének cári katonai szolgálatba való felfogadása ez a dátum tekinthető a Doni Kozák Had születésnapjának, majd az 1571. február 16-án kelt szabályzat a végeken élő kozákokat a szolgálati hely alapján bontotta csoportokra. E rendelkezések szerint a déli határokat palánkvárban (gorodovüjékben) katonáskodó, őrködő, kozáktelepen, sztanyicán élő, földtulajdonnal rendelkező, váltásokban őrködő, állandó készenlétben álló kozákok vigyázták.
1570–1571-től kezdve a kozák tulajdonképpen már nem a szököttet, a társadalomból kitaszítottat, hanem a cári-állami szolgálatba felvett katonát, olyan fegyveres telepest jelentett, aki rendszeres állami fizetését adománybirtokának jövedelmével (megművelésével) egészítette ki, vagyis a kozák a társadalom köztes rétegévé, adómentes katona-parasztságává nőtte ki magát.
Az Orosz Birodalom területi gyarapodásával sokasodtak a kozák csapatok is, tehát az expanziós szükséglet hívta életre az újabb és újabb kozák hadak megszervezését. Az újabb- és újabb kozák centrumok a már meglévő kozák hadak magjának átköltöztetésével keletkeztek. Függőségüket, sőt kiszolgáltatottságukat a cári hatalomtól az 1724. évi ukáz példázza, amely megparancsolta a Doni Kozák Had minden kozák településéről egy-egy család kaukázusi végekre való áttelepülését. E tömeges átköltöztetések 1733-ban folytatódtak, amikor is 1057 doni kozákcsaládot telepítettek át a caricini (Volga mente) határvonalhoz. Ugyancsak közülük 3 ezer családot vezényeltek, telepítettek át, 1792 elején az egyre veszélyesebb kaukázusi térségbe, a Tyerek folyó mellé. Végül 11 kozák had alakult, melyek egyike volt a Tyereki kozákok hada.

## A Tyereki Kozák Had
Bár csak 1860-tól kezdve létezett hadként, születési évének 1577 tekinthető. Ebben az évben az asztrahanyi vajda (Novoszilcev Lukjan) a Tyerek folyónál építtette fel a Tyerek nevű váracskát, melynek védelmére kozákokat rendelt ki. Ez a folyamat ugyan már 1724-ben elkezdődött, és a Kaukázus északi területeinek elfoglalására irányult. A Tyerek folyó mentén újabb várak is épültek, például Kizljar (1736), Mozdok (1763), a Tyereken túl pedig Groznij (1818), melyeknek megfelelően a katonai erősítés folyamatosan érkezett Oroszország belső területeiről. Az 1792-ben a Donról érkezett 3 ezer kozák végérvényesen alátámasztotta azt a tényt, hogy a cári külpolitika kiszemelt "áldozata" a Kaukázus lett. Az 1830-as évek a fokozott erőgyűjtés időszaka volt a térségben; egymás után születtek az új kozák ezredek, így például a kizljari, a grebenyi, a sztavropoli, a vlagyikavkazi, és a labinszki melyek feladata a stratégiailag fontos grúz hadiut védelmezése volt. Az 1860. november 19-i átszervezés eredményeképpen a Kubányi Kozák Had keretében már működő, Kaukázusi 10 kozák ezred alkotta a Tyereki Kozák Hadat. Mind a kubányi, mind a tyereki hadban nagy számban képviseltették magukat a kozák jogállásba privilegizált kaukázusi etnikumok.

## Nevezetesebb parancsnokok
- A Tyereki Kozák Had nevezetes parancsnokainak egyike volt Alekszej Jermolov tábornokot, aki 1818-ban Groznij vár(os)át alapította meg, és aki először vezetett hadjáratot a csecsenek, az abházok, és a kabardok ellen. Egy évtizedes hadakozása, diplomáciai tevékenysége is hozzájárult az orosz fennhatóság észak-kaukázusi megszilárdulásához.

- A lengyel származású, 1841-ben a kaukázusi frontra került Felix Krukovszkij ezredparancsnokként kapcsolódott be a csecsenek elleni akciókba. 1848-ban pedig, mint a Tyereki Kozák Had főparancsnoka vezetett hadjáratokat a szívósan védekező hegyi-lakók ellen. A vakmerő tábornokot 1852. január 18-án érte el végzete; csecsenek ölték meg a harcmezőn.